# Football Club Koper
El Football Club Koper és un club de futbol d'Eslovènia de la ciutat de Koper. Va ser fundat el 1955 i juga a la Lliga eslovena de futbol.

## Evolució del nom
- 1955: NK Koper, fusió dels clubs Aurora Koper i Meduza Koper
- 1990: Reanomenat FC Koper Capodistria
- 2002: Reanomenat FC Koper
- 2003: Reanomenat FC Anet Koper
- 2008: Reanomenat FC Luka Koper

## Uniforme
- Uniforme titular: Samarreta groga, pantaló groc, mitges grogues.
- Uniforme alternatiu: Samarreta vermella, pantaló blanc, mitges blanques.

## Estadi
Estadi SRC Bonifika. Compta amb una capacitat de 4.500 espectadors.